# Mercato (série télévisée)
Production
Diffusion

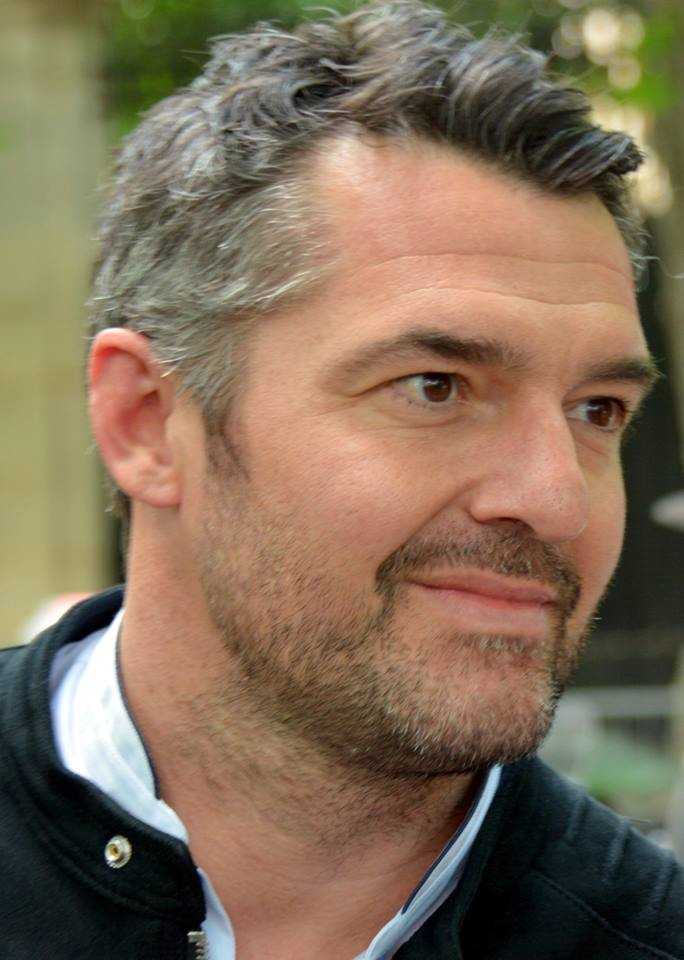
Arnaud Ducret.

Mercato est une série télévisée franco-belge créée par Jérémie Marcus et réalisée par David Hourrègue, Simon Astier et Gaël Leforestier, diffusée pour la première fois en Belgique du 8 mars 2024 au 29 mars 2024 sur RTL TVI et en France du 14 mars 2024 au 4 avril 2024 sur TF1.
Cette comédie policière est une coproduction d'Itineraire Productions, de TF1 et de la société belge Umedia.

## Synopsis
Thomas Chevalier est muté contre son gré à Marseille, après avoir tiré sur un joueur de football.

## Distribution

### Police
- Arnaud Ducret : chef de groupe Thomas Chevalier
- Manon Azem : lieutenante Nora Kader
- Ilies Kadri : Julio Abdelaoui
- Foued Nabba (Kofs) : Ange Colona
- Pierre-François Martin-Laval : commissaire Brancheraud
- Élodie Varlet : Nadine, la légiste

### Famille de Thomas
- Romane Portail : Hélène, la femme de Thomas
- Zoé Lenoir : Anna, la fille de Thomas
- Silas Barry-Schmitt : Clément, le fils de Thomas
- François-Dominique Blin : Marc Dujol, le rival de Thomas

### Famille de Nora
- Léa Issert : Imane, la sœur de Nora
- Gilles Cohen : Alain Cherki, le père de Nora et Imane

## Production

### Genèse et développement
Cette comédie policière est une coproduction d'Itineraire Productions, de TF1 et de la société belge Umedia,, réalisée avec la participation de RTL TVI et de Be-FILMS et le soutien de la région Provence-Alpes-Côte d'Azur et de la métropole d'Aix-Marseille-Provence.
La série est créée et écrite par Jérémie Marcus et réalisée par David Hourrègue, Simon Astier et Gaël Leforestier,.
En décembre 2024, on apprend que TF1 a décidé de ne pas prolonger la série, au grand dam de l'acteur principal Arnaud Ducret :« Je suis très déçu. J'étais vraiment à la base du projet avec Itinéraire Production et TF1. ».

### Attribution des rôles
Le rôle d'Ange, le bras droit de Nora Kader, est interprété par le rappeur Kofs, qui a déjà fait des apparitions dans différents films et séries comme Santa et Cie, Léo Matteï, Brigade des mineurs, Validé, Banlieusards, Voleuses, Lupin et BAC Nord.
Le réalisateur Simon Astier joue lui-même dans la série : il interprète le rôle de Cyril,, le gardien de la salle des scellés.
Son père, Lionnel Astier, interprète l'homme d'affaires Antoine Fauvart dans l'épisode Un monde meilleur.

### Tournage
Le tournage de la série débute le 15 novembre 2022 à Marseille, dans le département français des Bouches-du-Rhône,,.
L'actrice Manon Azem a eu une petite frayeur durant le tournage du deuxième épisode, dans lequel elle devait courir derrière un avion et monter dedans au moment où il décollait : « On a vraiment couru derrière un avion en marche et on est vraiment monté dans l'appareil qui décolle ! C'était génial ! Lors d'une des prises, on a même fait la cascade tellement bien que tout le monde a dit : 'Bon, on accélère un peu l'avion…' Et là, c'était beaucoup plus dangereux parce que j'ai senti comme une aspiration à cause l'avion qui avançait. J'ai un peu trébuché et j'ai flippé mais j'ai réussi à monter dans l'avion. Je me suis retournée et le caméraman qui nous suivait était tombé par terre en courant, avec la caméra au sol ! ».
Le tournage des scènes du commissariat principal ont été tournées non pas à Marseille mais à Istres, dans les locaux, aujourd'hui en vente, de l'ancienne mairie administrative. On y aperçoit les anciens bureaux du maire local ainsi que de ses adjoints.

### Fiche technique
Sauf indication contraire, les informations mentionnées dans cette section peuvent être confirmées par les bases de données cinématographiques IMDb et Allociné,  présentes dans la section « Liens externes ».
- Titre français : Mercato
- Création : Jérémie Marcus
- Réalisation : David Hourrègue, Simon Astier et Gaël Leforestier[4],[2],[9],[3],[11]
- Scénario : Jérémie Marcus[1],[4],[2],[9]
- Musique : Laplage, Emmanuel Lipszyc, Frank Lascombes et Sébastien Lipszyc
- Décors : Jean-Jacques Gernolle
- Costumes : Aurore Pierre
- Photographie : Romain Prouveur
- Son : Joseph de Laâge
- Montage : Jérémy Pitard
- Production : Anthony Lancret et Pierre Laugier[1],[4],[9]
- Sociétés de production : Itineraire Productions, TF1 et Umedia[1],[2]
- Pays de production :  France /  Belgique
- Langue originale : français
- Format : couleur
- Genre : comédie policière
- Nombre de saisons : 1
- Nombre d'épisodes[1],[4],[9] : 8
- Durée : 52 minutes[1],[4]
- Dates de première diffusion :
  - Belgique : 8 mars 2024 sur RTL TVI[12]
  - France : 14 mars 2024 sur TF1[13],[8]

## Épisodes

### L'Arrivée
- Synopsis : La dernière acquisition de l'Olympique de Marseille, la star brésilienne du football Brandaninho, atterrit à Paris au moment où Thomas Chevalier, un policier de la brigade financière, arrive à l'aéroport avec ses enfants pour accueillir son ex-épouse. Un homme attaque Brandaninho avec un couteau et menace de lui trancher la gorge, en direct lors du journal télévisé d'Anne-Claire Coudray : Chevalier intervient, tire et blesse la star du foot. Des troubles se produisent à Marseille et des influenceurs émettent sur les réseaux sociaux des menaces envers le condé responsable de la saison compromise de Brandaninho. En guise de sanction, il est muté à Marseille où, heureusement pour lui, personne ne le reconnait car son visage n'a pas encore été dévoilé.
- Distribution :
  - Anne-Claire Coudray : elle-même[13]
  - Mohamed Henni : lui-même[13]
  - Soprano : lui-même[13]

### Le Codex
- Synopsis : Un camion blindé transportant le codex de Constantinople, la plus ancienne bible connue dans le monde, est attaqué à l'explosif : le voleur du codex prend la fuite en parachute en sautant dans le vide depuis la route à la manière du base-jump.
- Distribution :
  - Fauve Hautot : Alexandra Ferrand, championne de base-jump
  - Arben Bajraktaraj : Wassili Groutchev

### Chasse au trésor
- Synopsis : Alors que Thomas est à la plage avec ses enfants venus passer le week-end à Marseille, la découverte du corps sans vie d'un plongeur sème la panique parmi les nageurs. La victime s'avère être spécialisée dans la chasse au trésor. Nora et Ange se passionnent pour cette enquête à la Indiana Jones.

### Rodéo
- Synopsis : Une influenceuse de 19 ans est abattue d'un coup de fusil alors qu'elle fait du quad. Les enquêteurs découvrent qu'elle était l'égérie de la marque de vêtements Dyna très populaire auprès des jeunes, et soupçonne son copain Enzo, le leader de la bande de motards Devil Riders, qu'elle avait évincé de ce rôle. Mais une autre victime est abattue de la même façon alors qu'Enzo est en garde à vue : la directrice du marketing de Dyna. La prochaine sur la liste est probablement Fabienne Kreps, la directrice de la marque. Ange s'implique très fort dans l'enquête car la passagère du quad, témoin direct du premier meurtre, est sa cousine Nadia.
- Distribution :
  - Chaïnez Dehchar : Nadia, la cousine d'Ange
  - Bryan Trésor : Enzo Barthelemy
  - Ada Tedeschi : Fabienne Kreps

### Les Scellés
- Synopsis : Thomas Chevalier est pris en otage et emmené à la salle des scellés du commissariat, dans laquelle son agresseur se retranche. Le RAID prend le contrôle du bâtiment et décide de faire sauter la porte blindée de la salle des scellés et de donner l'assaut mais Nora Kader et son équipe mettent tout en œuvre pour identifier le preneur d'otage : il s'agit d'un ingénieur en construction au domicile duquel on retrouve un plan détaillé du commissariat.
- Distribution :
  - Maxime Bailleul : Commandant Faure
  - Jacques Kounta : Major Lodoux
  - David Ayala : Bertrand Passarelli
  - Florence Demay : avocate de Passarelli

### Un monde meilleur
- Synopsis : Un bébé est retrouvé à bord d'un Zodiac plein de traces de sang. Le propriétaire du canot pneumatique est rapidement identifié : il s'agit d'Antoine Fauvart, un homme d'affaires puissant et influent, qui affirme que le canot a été volé alors qu'il était attaché à son yacht. Thomas Chevalier est tout près de croire à cette version mais Nora Kader flaire un trafic de migrants.
- Distribution :
  - Lionnel Astier : Antoine Fauvart
  - Arthur Choisnet : Louis Jallet

### Thérapie
- Synopsis : Après avoir tenté de joindre son ex-femme, qui serait enceinte selon les informations de ses enfants, Thomas Chevalier apprend qu'un cadavre a été retrouvé à la plage du Prado. Il s'agit de Théophile Cauvin, 42 ans, un vétérinaire qu'une coach sportive a découvert pendu avec la laisse de son chien, au petit matin. Alors que Thomas et Nora inspectent sa clinique, qui a été vandalisée, une jeune femme s'enfuit sous les yeux du capitaine. Ce dernier, distrait à cause de ses problèmes personnels, ne se souvient de rien concernant la fuyarde qui pourrait mettre l'équipe sur une piste. Thomas et Nora ne tardent pas à découvrir que le vétérinaire était impliqué dans un trafic de stéroïdes anabolisants.

### Dilemme
- Synopsis : Deux jeunes s'entretuent dans un appartement. Thomas et Nora découvrent que ces jeunes étaient des tueurs à gages engagés pour tuer Alain Cherki, le père de Nora et Imane. Son rival et ancien associé Costello lance d'autres tueurs sur sa piste.
- Distribution :
  - Anne Le Forestier : la juge d'instruction Aurier

## Accueil

### Audiences et diffusion

#### En Belgique
En Belgique, la série est diffusée le vendredi vers 19 h 50 sur RTL TVI par salve de deux épisodes du 8 au 29 mars 2024.
| Épisode              | Diffusion             | Diffusion         | Audience moyenne          | Audience moyenne | Réf.   |
| Épisode              | Jour                  | Horaire           | Nombre de téléspectateurs | Classement       | Réf.   |
| -------------------- | --------------------- | ----------------- | ------------------------- | ---------------- | ------ |
| 1                    | Vendredi 8 mars 2024  | 19 h 50 - 20 h 50 | 240 464                   | 1er              | [ 14 ] |
| 2                    | Vendredi 8 mars 2024  | 20 h 50 - 21 h 50 | 240 464                   | 1er              | [ 14 ] |
| 3                    | Vendredi 15 mars 2024 | 19 h 50 - 20 h 50 | 186 961                   | 2e               | [ 15 ] |
| 4                    | Vendredi 15 mars 2024 | 20 h 50 - 21 h 50 | 186 961                   | 2e               | [ 15 ] |
| 5                    | Vendredi 22 mars 2024 | 19 h 50 - 20 h 50 | 214 776                   | 2e               | [ 16 ] |
| 6                    | Vendredi 22 mars 2024 | 20 h 50 - 21 h 50 | 214 776                   | 2e               | [ 16 ] |
| 7                    | Vendredi 29 mars 2024 | 19 h 50 - 20 h 50 | 209 066                   | 1er              | [ 17 ] |
| 8                    | Vendredi 29 mars 2024 | 20 h 50 - 21 h 50 | 209 066                   | 1er              | [ 17 ] |
|                      |                       |                   |                           |                  |        |
| Moyenne de la saison |                       |                   |                           |                  |        |

- Les plus hauts chiffres d'audience
- Les plus bas chiffres d'audience

#### En France
En France, la série est diffusée le jeudi vers 21 h 10 sur TF1 par salve de deux épisodes du 14 mars au 4 avril 2024.
| Épisode              | Diffusion            | Diffusion            | Audience moyenne          | Audience moyenne                       | Audience moyenne         | Audience moyenne | Réf.   |
| Épisode              | Jour                 | Horaire              | Nombre de téléspectateurs | Part de marché (sur les 4 ans et plus) | Part de marché (FRDA-50) | Classement       | Réf.   |
| -------------------- | -------------------- | -------------------- | ------------------------- | -------------------------------------- | ------------------------ | ---------------- | ------ |
| 1                    | Jeudi 14 mars 2024   | 21 h 10 - 22 h 05    | 4 720 000                 | 24,1 %                                 | 23 %                     | 1er              | [ 18 ] |
| 2                    | Jeudi 14 mars 2024   | 22 h 05 - 23 h 10    | 3 760 000                 | 25,8 %                                 | 23 %                     | 1er              | [ 18 ] |
| 3                    | Jeudi 21 mars 2024   | 21 h 10 - 22 h 05    | 3 840 000                 | 20,5 %                                 | 17,9 %                   | 1er              | [ 19 ] |
| 4                    | Jeudi 21 mars 2024   | 22 h 05 - 23 h 05    | 2 980 000                 | 21,3 %                                 | 17,9 %                   | 1er              | [ 19 ] |
| 5                    | Jeudi 28 mars 2024   | 21 h 10 - 22 h 10    | 3 480 000                 | 18,4 %                                 | 20,1 %                   | 1er              | [ 20 ] |
| 6                    | Jeudi 28 mars 2024   | 22 h 10 - 23 h 10    | 2 880 000                 | 19,7 %                                 | 20,1 %                   | 1er              | [ 20 ] |
| 7                    | Jeudi 4 avril 2024   | 21 h 10 - 22 h 05    | 3 710 000                 | 19,5 %                                 | 21,6 %                   | 1er              | [ 21 ] |
| 8                    | Jeudi 4 avril 2024   | 22 h 05 - 23 h 10    | 3 210 000                 | 20,7 %                                 | 21,6 %                   | 1er              | [ 21 ] |
|                      |                      |                      |                           |                                        |                          |                  |        |
| Moyenne de la saison | Moyenne de la saison | Moyenne de la saison | 3 570 000                 | 21,3 %                                 | 20,6 %                   | 1er              | [ 22 ] |

- Les plus hauts chiffres d'audience
- Les plus bas chiffres d'audience

### Accueil critique
Alexandre Letren, du site VL-Média, se montre très enthousiaste : « Mercato est une très belle réussite, où la comédie est autant soignée et réussie que les scènes d'action qui retournent littéralement Marseille de bout en bout […] Mais la série n'est pas que ça. C'est aussi une série drôle, très drôle ».
Le magazine Télé 7 jours estime que Mercato est « une série policière réussie dans la lignée du film Taxi, qui propose un cocktail plein d'humour et d'action avec un zest d'acidité servi par des acteurs drôles et attachants ».
Le magazine Télé 2 semaines donne 2 étoiles à Mercato : « De l'action, de l'humour et des acteurs sympathiques ».
Florian Lautré, du site Allociné, émet pour sa part de nombreuses réserves : « Les premières minutes de Mercato sont efficaces […] Hélas, notre enthousiasme redescend vite, aussi rapidement qu'il est arrivé […] L'humour est très présent dans Mercato mais les blagues se jouant des clichés sur Marseille et ses habitants sont redondantes et manquent de subtilité ».